# 民主党 (塞浦路斯)
民主党（羅馬化：Dimokratikó Kómma, DIKO）是賽普勒斯希腊裔塞浦路斯人民族主义中間派政党，由斯皮罗斯·基普里亚努於1976年建立。
民主黨一般被描述为中間派、中間偏左或中間偏右的政黨 。在國際層面上，民主黨是主要由中左翼政党组成的進步聯盟的成員。在所有塞浦路斯政党中，民主黨自認為是塞浦路斯共和国国父马卡里奥斯三世總主教的政策最忠实的追随者。

## 概述
民主党在其成立宣言中提出“社会中心主义”的政治理念，即“一系列赋予国家社会凝聚力、政治前景、改善生活条件和发展人类文化，由全体人民而非仅特权阶层共享的属性和价值观”。2003年6月，塔索斯·帕帕佐普洛斯領導下的民主黨宣布放弃传统的中間偏右政治立场，並宣佈轉向社會民主主義。
民主党在賽普勒斯問題上采取严厉而强硬的立场，並强烈反对2004年的安南计划。民主党也支持歐洲一體化和不结盟外交政策，然而民主党也曾表示支持塞浦路斯加入北大西洋公约组织的和平伙伴关系计划。EDEK社會黨与民主党共同构成塞浦路斯政治中的“中间地带”（ενδιάμεσος χώρος），並与右翼的民主大会党、左翼的劳动人民进步党均存在显著区别。
塔索斯·帕帕佐普洛斯於2000年至2006年間领导民主党，並於2003年至2008年担任塞浦路斯总统。於2008年至2011年担任众议院议长的马里奥斯·卡罗扬是塔索斯·帕帕佐普洛斯的後繼者，然而塔索斯·帕帕佐普洛斯之子尼古拉斯·帕帕佐普洛斯在2013年12月经由内部投票取代卡罗扬在民主党的领导地位。
民主党在众议院选举中传统上位居第三，这使民主党在众议院中掌握權力平衡，並交替支持共产主义的劳动人民进步党与保守主义的民主大会党。在2011年的众议院选举中，民主党赢得15.8%的选票，並取得众议院56个席位中的9席。民主党在2013年的总统选举中不派候选人参选並支持保守派候選人尼科斯·阿纳斯塔夏季斯的决定在党内引起了争议，並因而导致卡罗扬在同年的党魁选举中敗於尼古拉斯·帕帕佐普洛斯。
第七届欧洲议会中唯一的民主党籍歐洲議會議員隶属于社会主义者和民主人士进步联盟党团。

## 黨魁
| 任次 | 任次 | 黨魁                  | 圖片 | 黨魁任期      | 總統任期  |
| ---- | ---- | --------------------- | ---- | ------------- | --------- |
|      | 1    | 斯皮罗斯·基普里亚努   |      | 1976–2000     | 1977–1988 |
|      | 2    | 塔索斯·帕帕佐普洛斯   |      | 2000–2006     | 2003–2008 |
|      | 3    | 马里奥斯·卡罗扬       |      | 2006–2013     |           |
|      | 4    | 尼古拉斯·帕帕佐普洛斯 |      | 2013–（現任） |           |